# John F. Kennedy
John Fitzgerald Kennedy (n. 29 mai 1917, Massachusetts, SUA – d. 22 noiembrie 1963, Dallas, Texas, SUA), cunoscut și ca John F. Kennedy, JFK sau Jack Kennedy,  a fost cel de-al treizeci și cincilea președinte al Statelor Unite ale Americii.  A fost în funcție din 1961 până la asasinarea sa, survenită în ziua de 22 noiembrie 1963 la Dallas, Texas. A fost unul dintre membrii cei mai proeminenți ai familiei politice Kennedy, fiind totodată considerat un stindard al liberalismului american.

## Viața timpurie și educația

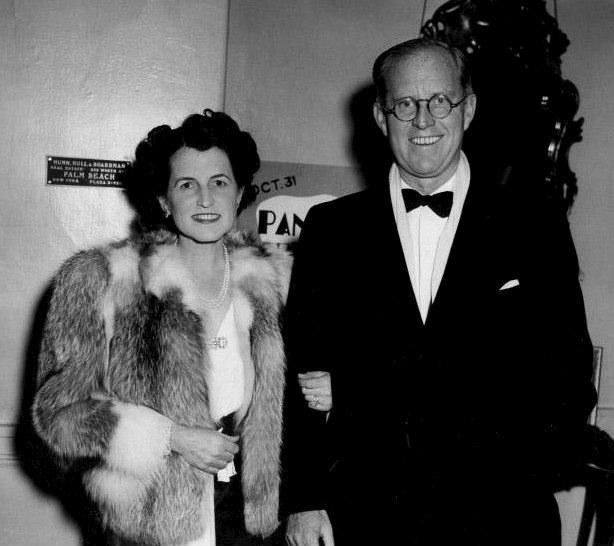
Rose și Joseph Kennedy în 1940

S-a născut la 29 mai 1917, în Brookline (Boston). Ambii săi părinți erau descendenți ai imigranților irlandezi. Jack era un copil foarte bolnăvicios. Medicul de familie a depistat o problemă la coloana vertebrală a copilului. La 2 ani a avut un caz grav de scarlatină, iar mai târziu a avut angină difterică, difterie și alte probleme cronice. Și-a petrecut cea mai mare parte a timpului în pat, având tendința să viseze cu ochii deschiși, căpătând pasiunea deosebită pentru citit. A citit cărți de aventură ca "Insula Comorii" (Robert Louis Stevenson), "Calea pelerinului" (John Banyan), precum și autobiografia lui Winston Churchill, intitulată "Criza mondială". În 1935, s-a înscris la Universitatea Princeton. A intrat la Universitatea Harvard în 1936. Cât a studiat la Universitatea Harvard a făcut parte din echipa de fotbal american, însă a avut 2 accidente ce i-au afectat grav mijlocul. A vizitat Europa de două ori, stând la ambasadă cu tatăl său și observând de aproape situația internațională tensionată.
Mama sa, Rose, era fiica unui fost primar al Bostonului. Tatăl său, Joseph Patrick Kennedy, era om ambițios de afaceri, care căuta să-și sporească averea. A reușit să obțină profituri din tranzacții imobiliare și din piața de acțiuni, iar în perioada prohibiției a susținut utilizarea alcoolului în scopuri medicale, importând whisky. În timpul celui de-al doilea război mondial, a devenit ambasador  
al SUA  în Marea Britanie în perioada 1937-1940.
Primul său fiu, Joseph Kennedy Junior, a moștenit personalitatea ambițioasă a tatălui său, ambii copii fiind educați în cel mai bun mod posibil. Joseph Kennedy și Rose aveau 9 copii: Patricia, Jack (viitorul președinte), June, Eunice, Robert, Kathleen, Edward, Rosemary și Joe.

## Serviciul militar

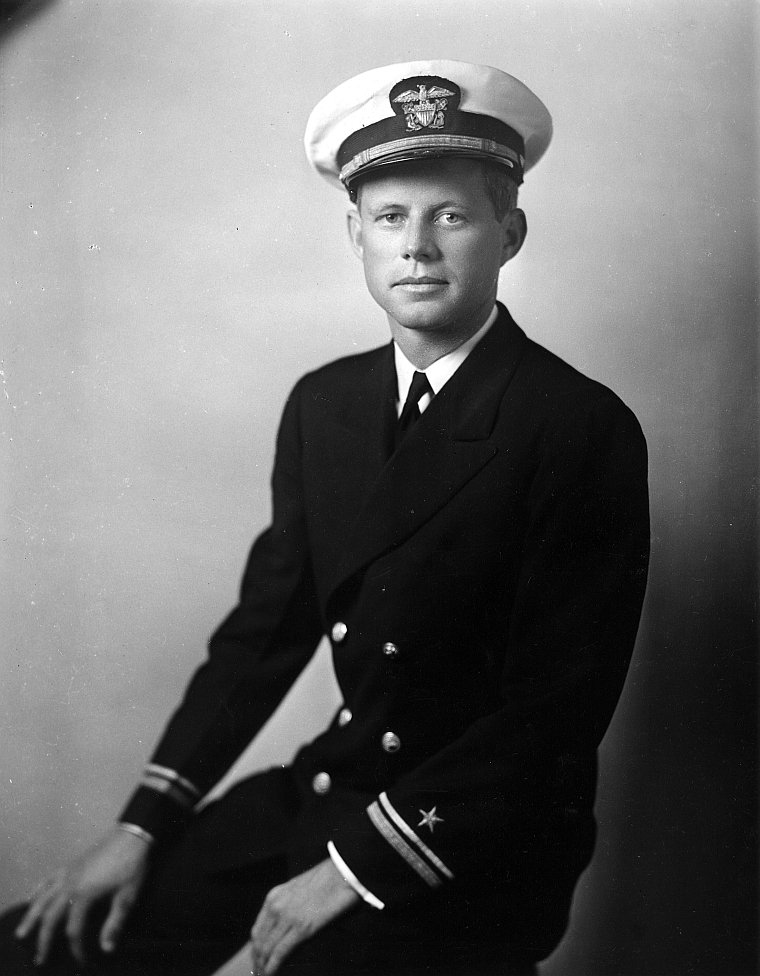
Tânărul John în uniformă militară, în 1942

În anul 1940, Jack a absolvit Universitatea Harvard, unde a studiat istoria și relațiile internaționale, iar licența a obținut-o cu o lucrare ce trata iminența unui nou război mondial. Situația mondială inspira multă neliniște în preajma celui de-al doilea război mondial. În 1941, fratele său mai mare, Joe, în care tatăl său își pusese speranțele pentru un mandat la președinția SUA, s-a înrolat în Marina Militară, fiind instruit ca pilot. Din același motiv al ambiției, Jack s-a oferit și el ca voluntar la marină și la infanterie, dar nu a fost acceptat din probleme de sănătate (bolile cronice și problemele cu coloana vertebrală). Nu a renunțat și cu ajutorul tatălui său, care i-a falsificat fișa medicală, și fără să treacă examenul medical, a fost acceptat în 1941 ca voluntar la Centrul de Informații navale din Washington, care urmărea mișcările flotelor inamice, fiind promovat la gradul de locotenent în 1943.
După scandalul unei iubiri periculoase cu o femeie măritată, Inga Arvad (care scria pentru ziarul Times Herald), despre care se presupunea că ar fi fost spion nazist și care era urmărită în permanență de FBI, tatăl său și-a folosit influența ca să-l despartă, aranjând ca fiul său să plece de la Centrul de Informații și să fie transferat pe o altă navă.
A fost ales să fie comandant adjunct al torpilorului PT109, care avea ca destinație să intercepteze vasele japoneze transportatoare de trupe și provizii în zonele deținute de japonezi. La [1 august]] 1943, torpilorul care patrula în zona Insulelor Solomon a fost lovit de distrugătorul japonez Amagiri.
Toți membrii echipajului au fost aruncați în mare, dar Jack s-a ridicat la suprafață, și-a adunat echipajul pe o scândură ruptă și a înotat până i-a scos pe uscat pe cea mai apropiată insulă. Au fost salvați 10 din cei 12 membri ai echipajului. Fapta eroică a lui Jack a ajuns pe prima pagină a cunoscutului New York Times.

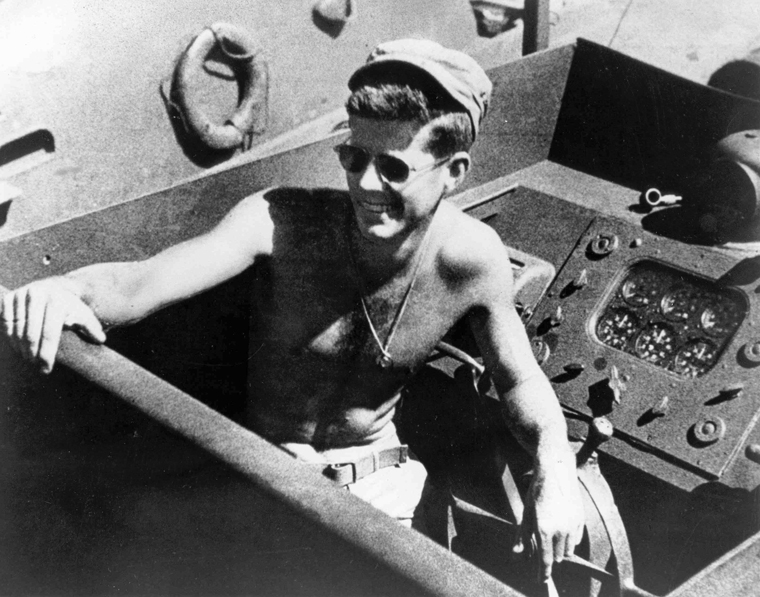
Lt. John F. Kennedy comandant la bordul PT-109

Joe căpătase o obsesie de a recupera primul loc în fața ambițiilor tatălui său după fapta eroică a fratelui său mai mic și căuta misiunile cele mai periculoase pentru a-și demonstra bărbăția. În august 1944, familia Kennedy, aflată la New York, a primit o telegramă prin care era informată că Joseph Kennedy jr. și-a pierdut viața pe frontul european, avionul pe care îl pilota explodând deasupra Canalului Mânecii.
Capul familiei Kennedy și-a pus toate speranțele și ambițiile politice pe umerii lui Jack.

## Cariera politică
Urmând instrucțiunile tatălui său, Jack a repetat în fiecare discurs electoral fapta sa eroică din Pacificul de sud și moartea tragică a fratelui său. Din culise, tatăl său se ocupa cu administrarea economică și canalizarea sumelor uriașe în mai multe direcții pentru a asigura susținătorii fiului său. În mai 1946 câștigă investitura Partidului Democrat, zdrobește candidatul Republicanilor, de origine italiană, în alegerile din decembrie și este ales pentru prima oară în Congres. Starea sănătății sale era însă critică, suferea și de hernie de disc și de boala Addison.
Și-a efectuat al doilea mandat la Congres fără să inițieze o mișcare ambițioasă, dar a început să dea și mai multă importanță ideologiei sale politice și a hotărât să încerce să obțină un loc la Senat. A pornit un turneu mondial pentru a-și promova ideile și profilul moral internațional în care a avut întâlniri importante cu președintele Iugoslaviei, Iosip Broz Tito, cu Papa, cu premierul israelian David Ben Gurion, cu premierul indian Nehru. În 1952 și-a îndreptat atenția spre Senat, campania electorală fiind condusă de fratele său mai mic,Robert Kennedy și având baza de operațiuni statul Massachusets. Cu ajutorul fratelui său, a obținut un loc în Senat.
În mai 1953, după ce relația a rămas mult timp ascunsă, Jacqueline Lee Bouvier (care lucra ca fotoreporter la ziarul Washington Times), a plecat la Londra, cu un scop dublu: să se ocupe jurnalistic de încoronarea reginei Elisabeta a II-a pentru ziarul la care lucra și să testeze sentimentele iubitului ei, Jack. La întoarcerea în America, Jack a cerut-o de nevastă în aeroport. La 12 septembrie 1953, Jack și Jacqueline s-au căsătorit. În 1956, datorită problemelor cronice cu coloana vertebrală, Kennedy a fost supus la multiple intervenții chirurgicale, iar în timpul convalescenței, a scris o carte istorică - "Profiles in Courage", care a câștigat premiul Pulitzer. A fost respins să obțină învestirea 
la funcția de Vicepreședinte al Partidului  
Democrat, care a fost acordată senatorului de Tennessee, Estes Kefauver.
După ce a vizitat 150 de orașe, s-a relaxat pe iahtul său și a rostit discursuri de susținere a lui Adlai Stevenson (candidatul democrat la alegerile prezidențiale) care a pierdut în fața republicanului Dwight David Eisenhower, Jack împreună cu fratele său au tras învățăminte de pe urma luptei electorale.

## Alegerile prezidențiale din 1960

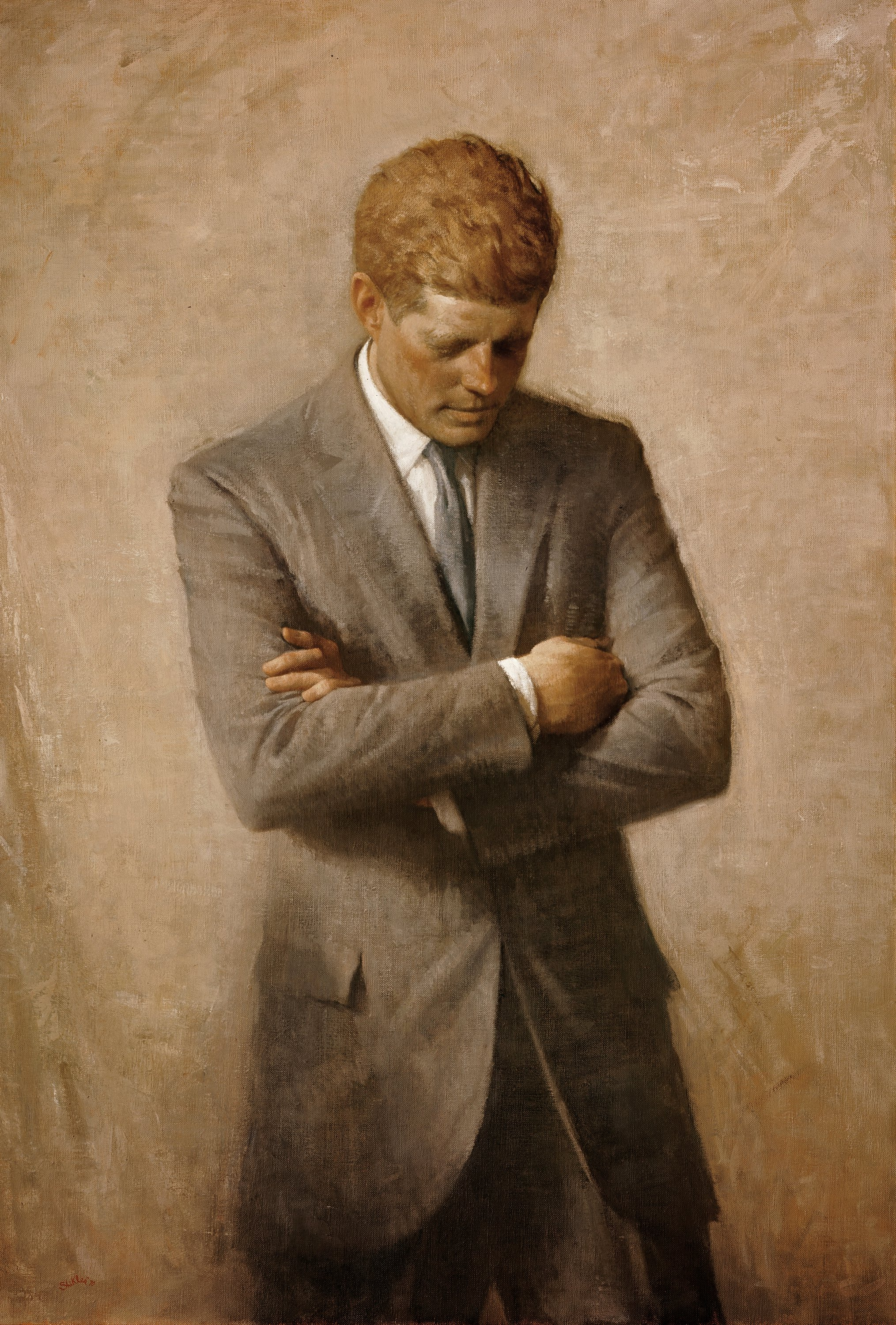
Portretul oficial al președintelui John F.Kennedy

În ianuarie 1960, Kennedy și-a anunțat candidatura la președinția SUA. Atenția sa s-a îndreptat către mass-media, făcând apel direct către poporul american. Rezultatul a fost o victorie zdrobitoare împotriva adversarului său, Hubert Humphrey, în turul preliminar, și victoria împotriva lui Lyndon B. Johnson pentru investitura Partidului Democrat. La 14 iulie 1960, la congresul Partidului Democrat de la Los Angeles, Kennedy a fost investit candidat cu aproape dublul voturilor adversarului său. S-a bazat pe tehnicile moderne cum ar fi sondajele, promovarea cu mass-media și relații cu publicul.
Lupta electorala dintre el si republicanul Richard Nixon a fost prima lupta electorală televizată din Statele Unite, consacrând astfel un nou tip de luptă electorală. Tânărul Kennedy, care deși era mai puțin experimentat, l-a dominat categoric pe fostul vicepreședinte din timpul mandatului președintelui Ike. Deși ascultătorii de la radio erau convinși că Nixon va câștiga, telespectatorii au rămas cu impresia că Kennedy va câștiga, asta pentru că Nixon le-a apărut întunecat și infernal în contrast cu zâmbitorul și sincerul Kennedy.
Pe 8 noiembrie 1960, Kennedy a fost ales al 35-lea președinte al SUA, ca primul președinte catolic de origine irlandeză, cu cea mai mică diferență de voturi din istorie: 34.220.984 pentru Kennedy contra 34.108.157 pentru Nixon.
La 20 ianuarie 1961, o mulțime de oameni au participat la inaugurarea sa, pentru a urmări depunerea jurământului în fața Capitoliului, care deși a durat 15 minute, a rămas cu cele mai dinamice discursuri din istorie, rostite de Kennedy cu intensitate și dinamism.(Un amănunt interesant: printre invitați s-a aflat și fostul lt. Comandor Kohei Hanami, căpitanul distrugătorului japonez Amagiri, care l-a scufundat în 1943 în Pacific)

## Perioada de președinție
Kennedy i-a menținut în funcții pe Allan Dulles și Edgar Hoover ca directori CIA și FBI. Kennedy insista să își aleagă colaboratori pentru Casa Albă dintr-un cerc de oameni tineri, liberali, educați și activi, grupul de colaboratori fiind numit Echipa Cambridge, compus din absolvenții Universității Harvard sau cea din Massachusetts. Consilierii speciali ai președintelui au fost Arthur Schlesinger Jr. și McGeorge Bundy, ministru al apărării Robert S. McNamara - fost director al companiei producătoare de autovehicule Ford, ministrul de externe Dean Rusk-fost membru al fundației Rockefeller, ambasador al SUA în India economistul John Kenneth Galbraith, ambasador al SUA în Japonia Edwin O. Reischauer, iar pe Robert Kennedy, fratele său, l-a numit ministrul justiției.

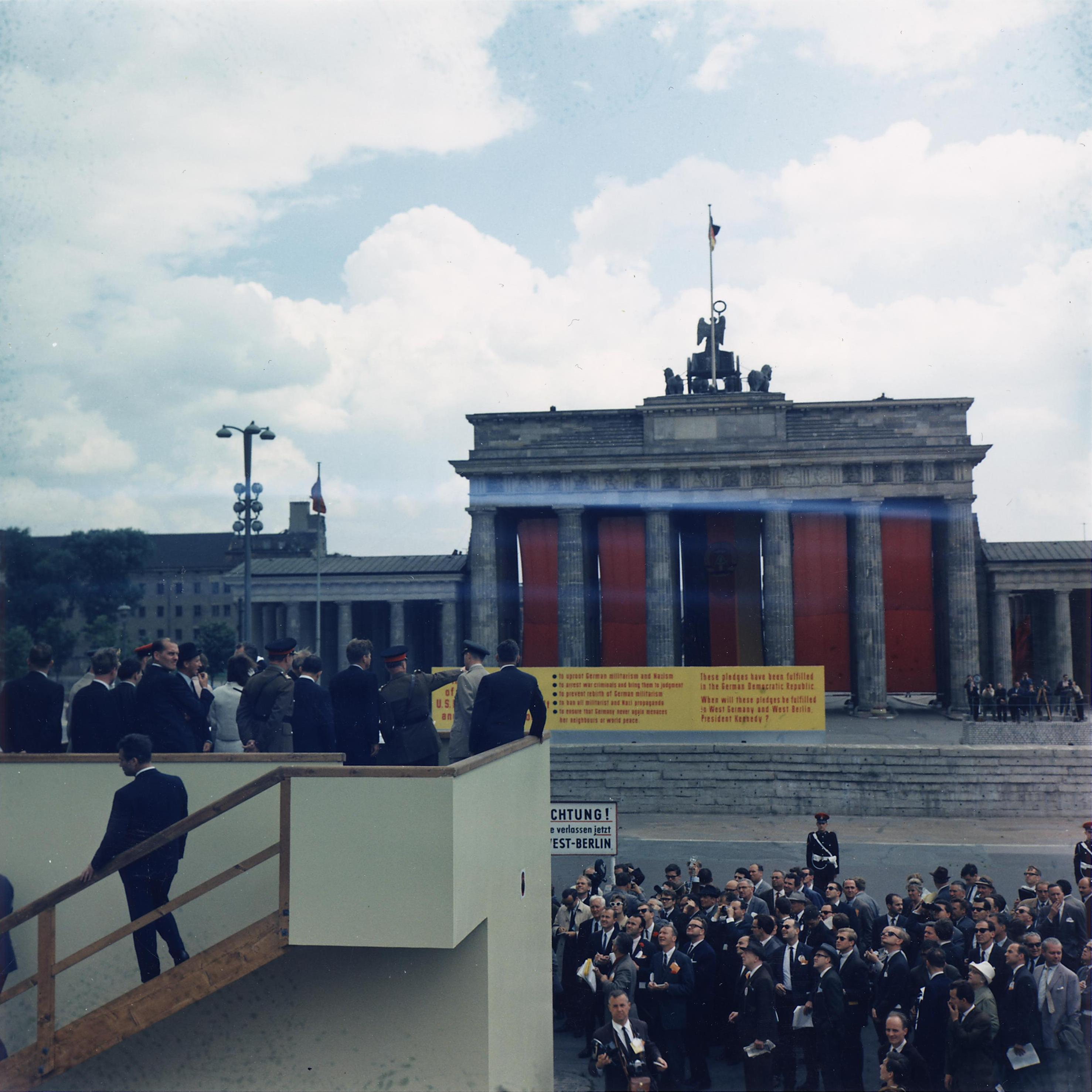
Kennedy la Poarta Brandenburg: a vizitat Berlinul de Vest pentru a critica comunismul printr-un discurs cu expresia celebră: "Ich bin ein Berliner"

Politica noilor frontiere a lui Kennedy promitea reforme în educație, sănătatea publică, programul spațial (care a înregistrat progrese rapide), abordările problemelor constante: șomajul, locuințele și rasismul. Kennedy avea să desfășoare tranziția de la economia de război la cea de pace.

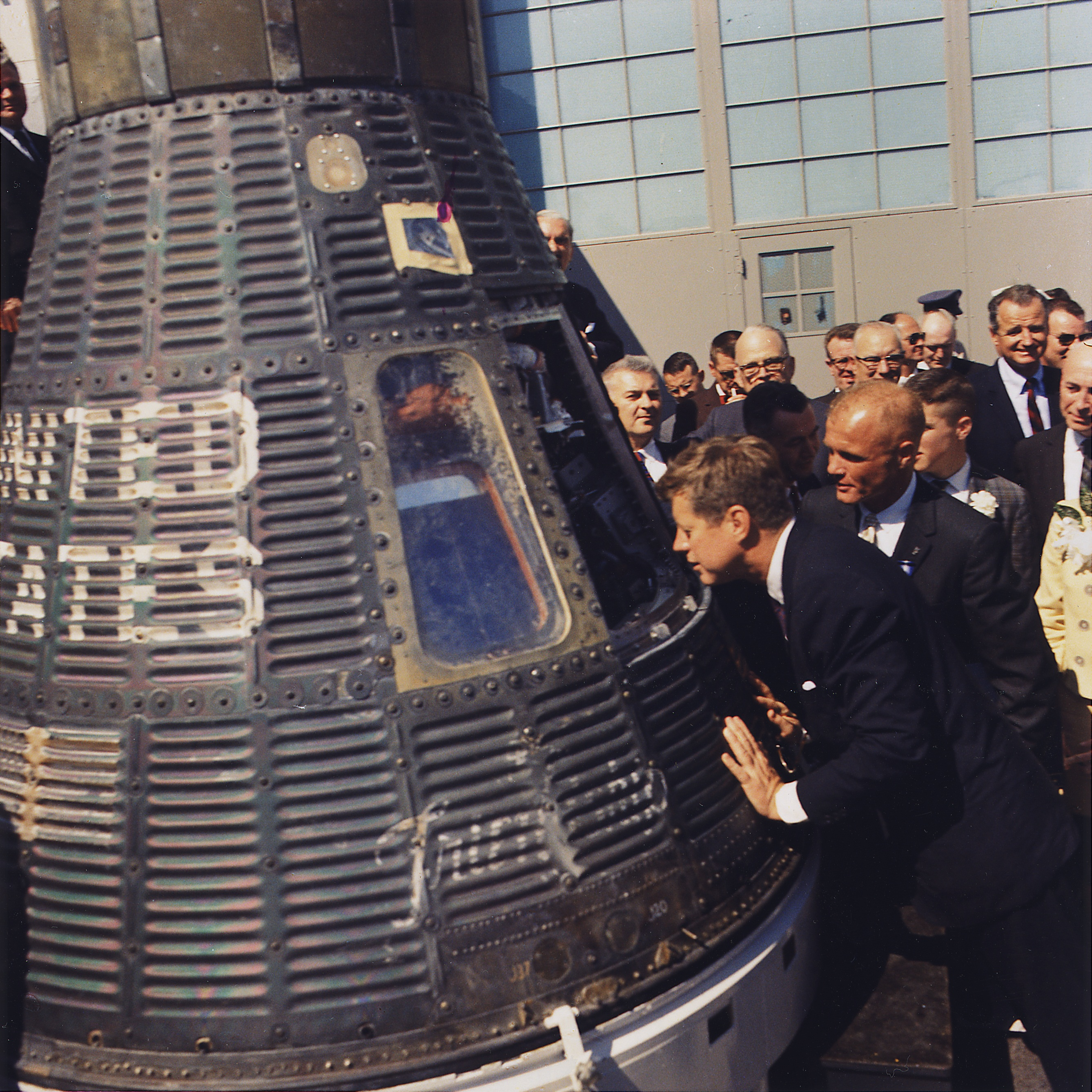
JFK inspectează capsula spațială Mercury (23 februarie 1962)

### Invadarea Cubei
După preluarea președinției, Kennedy a aflat de planul de invadare a Cubei, moștenire de la fosta administrație Eisenhower. Având ca scop răsturnarea regimului socialist al lui Fidel Castro printr-o revoluție populară, CIA instruia și înarma refugiați cubanezi pentru debarcarea acestora în Golful Porcilor din Cuba. Spre deosebire de predecesorul său care aștepta ocazia care să-i justifice intervenția militară, Kennedy s-a opus inițial, dar într-un sfârșit a cedat însă presiunilor CIA, cu condiția ca la operațiune să nu participe trupe americane. La 17 aprilie 1961, refugiații cubanezi au întreprins debarcarea programată în Sud-Vestul Cubei, în Golful Porcilor, dar au fost învinși în totalitate după 3 zile. Castro a ridiculizat SUA, declarând Cuba republică socialistă și pe sine marxist-leninist și încheind alianță cu Uniunea Sovietică. Operațiunea din Golful Porcilor a fost una din greșelile grave ale lui Kennedy, nerespectându-și promisiunea din discursul inaugural.
La 3 iunie 1961, la summitul istoric ce a avut loc la Viena, proaspătul președinte se întâlnește cu premierul rus Nikita Sergheevici Hrușciov. Bazele întâlnirii de vârf erau speranțele dezamorsării Războiului Rece dintre Vest și Est. Deși Hrușciov era jovial, Kennedy a păstrat o atitudine rezervată. Discuția dintre ei nu a adus rezultate.

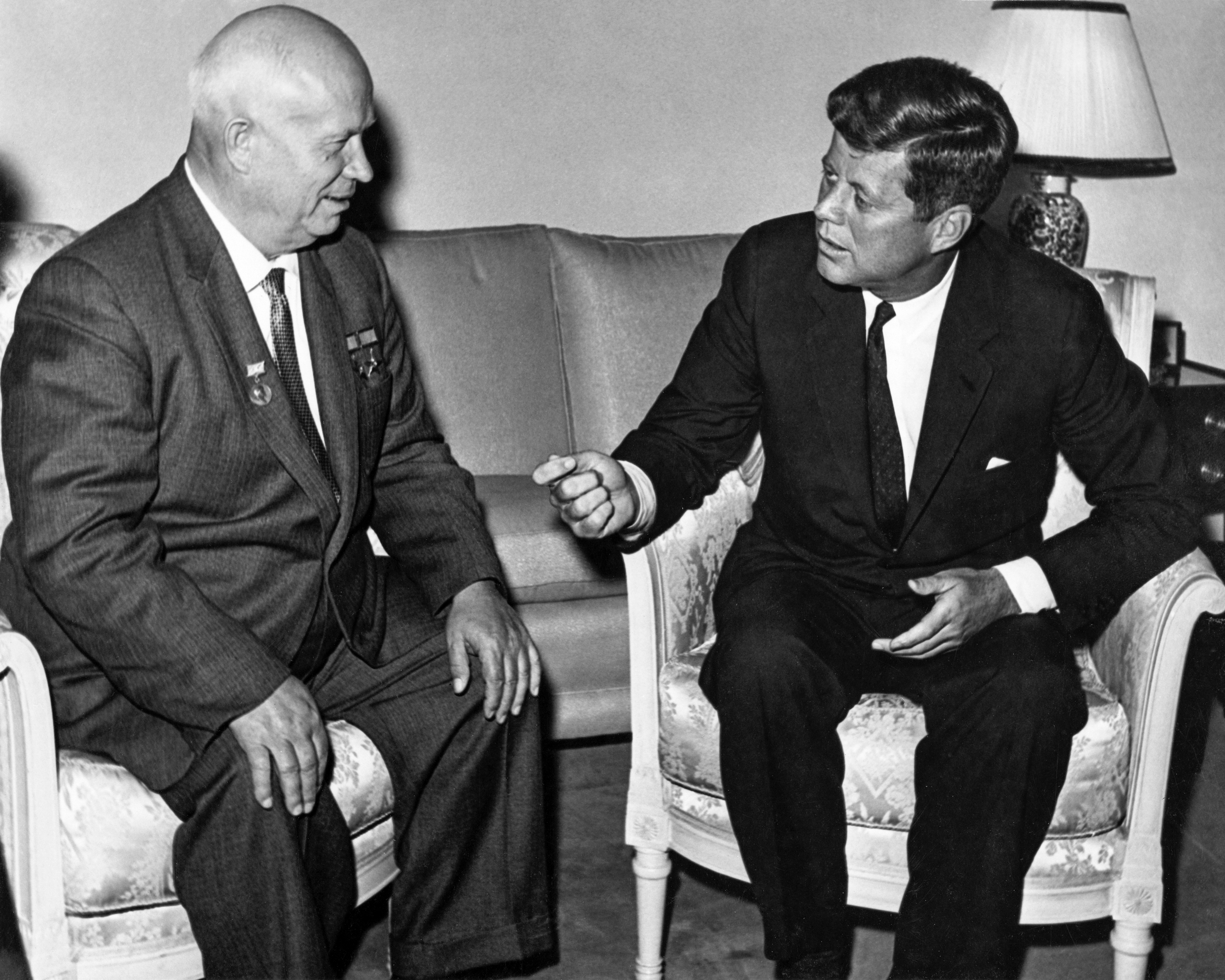
John Kennedy și Nikita Hrușciov la summitul de la Viena din 1961

Pe 12 august, în același an se finalizează construcția Zidului Berlinului, fapt ce va duce la punctul culminant al Războiului Rece.

### Criza Rachetelor din Cuba

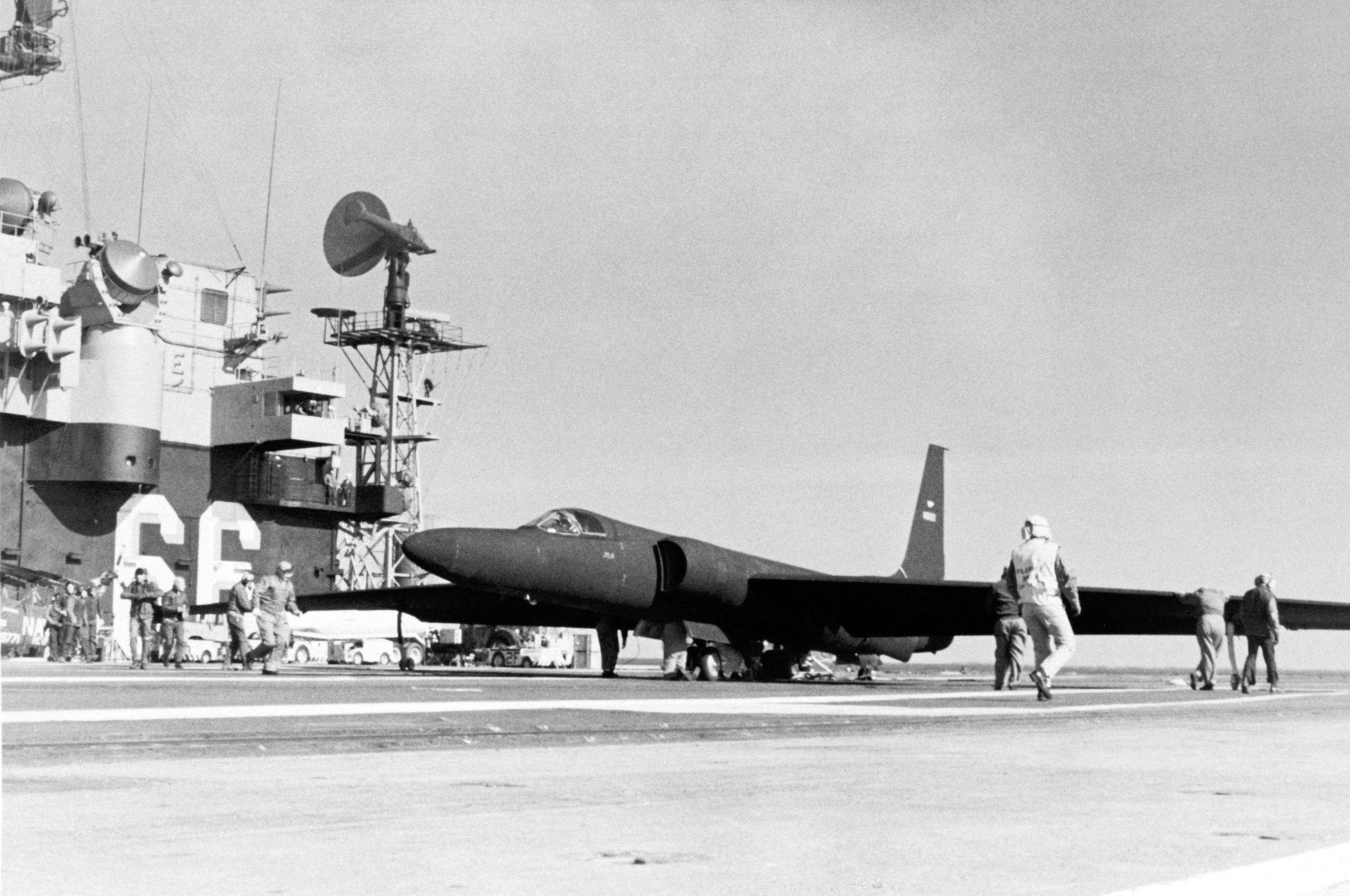
Avionul U2

Criza a început la 14 octombrie 1962 și a durat 38 de zile, până la 20 noiembrie 1962. Această criză a fost privită ca fiind momentul când Războiul Rece a fost foarte aproape să devină război nuclear și să se transforme în Al Treilea Război Mondial.
Într-un discurs televizat de o extraordinară gravitate, președintele american, John F. Kennedy, a anunțat că avioanele americane de spionaj au descoperit baze sovietice de lansare a rachetelor SS-4 Sandal în Cuba. Aceste rachete, purtând focoase termonucleare, constituiau un pericol iminent deoarece, având rază de acțiune medie (2000 km), erau capabile să lovească un număr mare de orașe americane foarte importante, precum Washington. Dintr-o dată, rachete sovietice puteau atinge teritoriul american, amenințând să discrediteze doctrina nucleară americană a represaliilor masive.
Kennedy a anunțat că va ordona o "carantină" navală a Cubei, pentru a împiedica navele sovietice să mai transporte pe insulă armament, și a explicat faptul că SUA nu va mai tolera existența amplasamentelor de lansare a rachetelor.
Președintele a ținut să întărească ideea că America nu se va opri din acțiunea sa militară legată de ceea ce el numea: "amenințare clandestină, nesăbuită și provocatoare ce amenință pacea mondială".

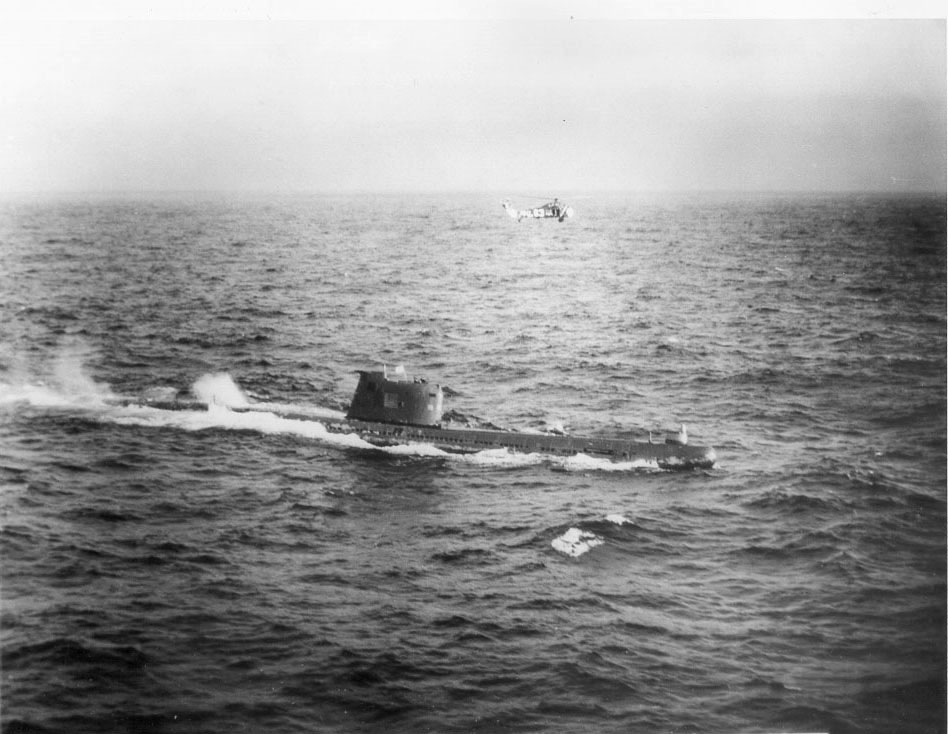
28 octombrie 1962 - Elicopter american urmărind un submarin sovietic

Pe 14 octombrie 1962, personalul tehnic al spionajului american, care analiza datele avionului-spion U-2, a descoperit că sovieticii construiau baze de lansat proiectile de rază mijlocie în Cuba. În ziua următoare, președintele Kennedy a convocat o întrunire de urgență cu consilierii săi experimentați din domeniile militar, politic și diplomatic pentru a discuta aceste gesturi amenințătoare. Acest grup a devenit cunoscut sub numele de ExCom, prescurtarea de la Comitetul Executiv. După respingerea propunerii unui atac aerian pentru a extermina bazele proiectilelor, ExCom s-a decis pentru o carantină navală și s-a cerut ca respectivele baze să fie dezmembrate și proiectilele să fie îndepărtate. În noaptea zilei de 22 octombrie, Kennedy a anunțat decizia sa pe postul național de televiziune. În timpul următoarelor 6 zile, criza a crescut până la punctul în care era gata să izbucnească un război nuclear între cele două super-puteri.
La 23 octombrie a început carantina Cubei, dar Kennedy a decis să dea mai mult timp de gândire conducătorului sovietic, Nikita Hrușciov, în ceea ce privea acțiunile SUA, împingând linia limitrofă a carantinei înapoi cu 500 de mile. Până în ziua de 24 octombrie, vasele sovietice pe ruta spre Cuba, capabile de a transporta încărcături militare, au părut a-și încetini sau modifica cursul, sau chiar s-au întors de unde au venit, atunci când s-au apropiat de linia de carantină (blocada navală), cu unica excepție a unui vas - petrolierul numit București.
La cererea a peste 40 de țări necombatante, Secretarul-General al ONU, generalul U. Thant a trimis apeluri private lui Kennedy și omologului său sovietic, Nikita Hrușciov, insistând ca guvernele lor să "se abțină de la orice acțiune care ar putea agrava situația și care ar putea aduce riscul unui război". La ordinul Șefilor Uniți ai Statului-Major, forțele militare americane au intrat în DEFCON 2, cel mai înalt grad de alertă atins vreodată în epoca postbelică, deoarece comandanții militari se pregăteau pentru un război pe toate planurile cu Uniunea Sovietică.
La 25 octombrie, transportorul aerian USS Essex și distrugătorul USS Gearing au încercat să intercepteze petrolierul sovietic “București” pe când acesta din urmă trecea peste linia de blocadă a Cubei. Nava sovietică nu a cooperat, dar Marina SUA s-a abținut să captureze nava cu forța, considerând puțin probabil ca petrolierul să transporte armament. La 26 octombrie, Kennedy a aflat că lucrările la bazele de proiectile din Cuba continuă fără întreruperi, iar ExCom dezbătea autorizarea unei invazii americane în Cuba. În aceeași zi, sovieticii au transmis o propunere de a încheia criza: bazele de proiectile (rachete) vor fi demontate în schimbul promisiunii SUA de a nu invada Cuba.
În ziua următoare 27 octombrie, totuși, Hrușciov s-a contrazis, cerând, în public, demontarea bazelor americane de rachete din Turcia, presat fiind de comandanții militari sovietici. În timp ce Kennedy și sfătuitorii săi din timpul crizei dezbăteau această întorsătură periculoasă a negocierilor, un avion de spionaj U-2 a fost doborât în Cuba, iar pilotul ce-l conducea, maiorul Rudolf Anderson, a fost ucis. Spre regretul Pentagonului, Kennedy a interzis o replică militară, exceptând cazul în care mai multe avioane de supraveghere ar fi țintite deasupra Cubei. Pentru a detensiona criza mereu mai adâncă, Kennedy și sfătuitorii săi au fost de acord să dezarmeze, în secret, bazele de rachete din Turcia, dar doar la o dată ulterioară, pentru a preîntâmpina protestele Turciei, un membru-cheie al NATO.
La 28 octombrie, Hrușciov a anunțat intenția guvernului său de a demonta și îndepărta toate armele ofensive sovietice din Cuba. Transmițând mesajul acesta publicului prin Radio Moscova, URSS-ul își confirma dorința de a continua pe linia soluției propuse de americani cu o zi înainte. În acea după-amiază, tehnicienii sovietici au început să demonteze bazele de proiectile, iar lumea nu mai era în pragul războiului nuclear. Criza proiectilelor cubaneze era încheiată. În noiembrie, Kennedy a retras blocada navală și, până la sfârșitul anului, toate rachetele ofensive au fost retrase din Cuba. Curând după acestea, SUA și-a retras, în tăcere, proiectilele din Turcia.

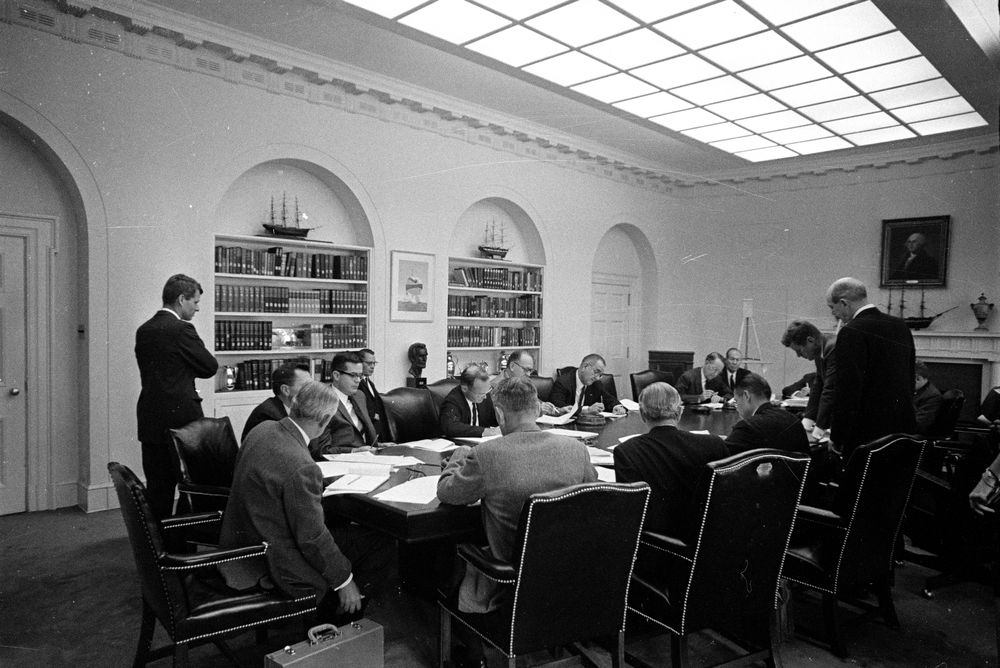
Administrația Kennedy presată de Criza Rachetelor

Criza Rachetelor Cubaneze a părut în acele timpuri o victorie clară a SUA, dar Cuba a ieșit din această criză cu un sentiment mult mai pronunțat de siguranță. O succesiune de administrații americane au onorat promisiunea lui Kennedy de a nu invada Cuba și națiunea comunistă insulară, situată doar la 80 de mile de Florida, a rămas ca un spin în coasta politicii externe americane.
Jocul dus de Hrușciov în această criză a fost unul de intimidare, dar foarte riscant, pe muchie de cuțit, deoarece URSS se afla într-un dezavantaj strategic enorm, înconjurată de baze cu arme nucleare americane. La acea vreme exista un dezechilibru imens între SUA și URSS la capitolul armelor strategice intercontinentale, în ciuda faptului că primul satelit artificial, Sputnik, fusese lansat cu o rachetă puternică de tip SS-6 Sapwood, capabilă să fie folosită și ca rachetă balistică intercontinentală, transportând o încărcătură nucleară de 3-5 megatone până la 12.000 km. Atât ca număr, cât și ca performanțe, această armă, alături de puținele bombardiere intercontinentale ale URSS, nu putea asigura paritatea nucleară cu SUA. Singurul as în mâneca lui Hrușciov, la amenințarea americană cu represalii nucleare complete, era situația periculoasă a Europei de Vest (în special RFG și Berlin) de a fi luate ostatice, având în vedere că pe continentul european, URSS deținea, mai ales la capitolul armelor convenționale, un avantaj considerabil.
Ceea ce a urmărit Hrușciov prin plasarea acestor rachete a fost obținerea unui instrument de presiune pentru a obține concesii din partea SUA (de exemplu, în cazul problemei încinse a Berlinului). Niciodată, însă, nu a intenționat cu adevărat să înceapă un război nuclear cu SUA.
Ridicarea proiectilelor învechite de tip PGM-19 Jupiter și PGM-17 Thor din Turcia nu a avut un efect dăunător asupra strategiei nucleare a SUA, dar Criza Rachetelor Cubaneze a convins URSS, umilit, să înceapă o dezvoltare nucleară masivă. La sfârșitul anilor 1960, URSS a atins paritatea nucleară cu SUA și a construit proiectile balistice intercontinentale capabile de a supraviețui unui atac nuclear preventiv și de a fi lansate rapid asupra oricărui oraș în SUA.
Criza rachetelor cubaneze a constituit cel mai periculos punct al Războiului Rece, unde lumea a fost cel mai aproape de un război nuclear total. Prin urmare, s-a instaurat o linie telefonică directă (așa numita "linie roșie") între Kremlin și Casa Albă pentru a evita un război nedorit.

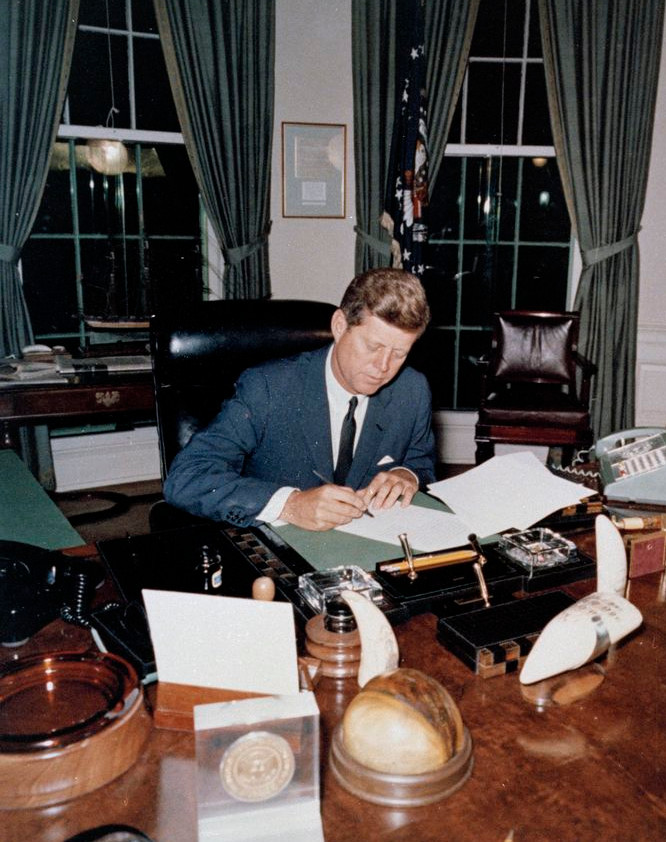
Președintele Kennedy semnând o proclamație cu privire la Cuba

În anii de criză de după Criza Rachetelor din Cuba, SUA și URSS au ajuns la un acord bilateral-Acordul "telefonului roșu" care avea ca scop urmărirea relațiilor între cele două superputeri și soluționarea neînțelegerilor care ar fi dus la un război nuclear. În august al aceluiași an, s-a semnat între Marea Britanie, SUA și URSS o convenție care interzicea testele nucleare în atmosferă, în spațiu și pe mare.

### Războiul din Vietnam
O altă problemă care îl preocupa pe Kennedy era conflictul ce izbucnise între Vietnamul de Nord și Vietnamul de Sud. Kennedy ordonase trimiterea de comandouri ale armatei americane pentru participarea la crearea unui guvern puternic și rezistent la influențele comuniste în sudul țării. În decembrie 1962, a trimis observatori guvernamentali. Când și-a dat seama de dificultatea operațiunii, a început să examineze retragerea acestora din țară. Nu a apucat să-și finalizeze planurile. Johnson va alege calea intervenției active, ce va duce la un lung așa zis "Război al mlaștinilor".
Administrația Kennedy s-a preocupat și de problemele din Orientul Mijlociu și Apropiat: a întâmpinat probleme cu guvernul israelian cu privire la producerea de arme nucleare în Dimona, iar în 1963, administrația Kennedy a susținut lovitură de stat împotriva guvernului din Irak, condusă de generalul Abdel Karim Kassem.

### Problema rasială
Anunțarea politicii noilor frontiere a lui Kennedy întărise lupta persoanelor de culoare din SUA pentru dobândirea drepturilor egale. Kennedy a știut că susținerea luptei negrilor i-ar fi redus popularitatea în rândul albilor din statele sudice, unde mentalitatea rasistă era intensă.
În septembrie 1962, James Meredith (care era un student de culoare) s-a înscris la Universitatea din Mississippi, dar a fost împiedicat să intre. Procurorul general Robert Kennedy a răspuns prin trimiterea aproximativ 400 de trupe, fără tragere de inimă în timp ce guvernul federal a trimis 3.000 de militari după ce situația din campus a devenit violentă. Deși revoltele din campus au dus la 2 morți și zeci de răniți, Meredith s-a înscris în cele din urmă. La data de 20 noiembrie 1962, Kennedy a semnat Ordinul Executiv 11063, care interzicea discriminarea rasială în instituțiile sociale ale țării.

### Lupta împotriva mafiei
Ca luptător pentru justiție socială, Kennedy a luptat împotriva mafiei cu tărie și hotărâre. Ministrul justiției, Robert Kennedy s-a ocupat cu strictețe și dinamism pentru îndeplinirea voinței fratelui său, declanșând urmărirea penală împotriva a 228 membri ai crimei organizate. Comisia specială de examinare a Statului a descoperit că CIA îi atribuise lui Sam Giancana, cap al mafiei din Chicago misiunea de a-l asasina pe Castro. Totuși, sunt zvonuri care arată că Sam Giancana l-ar fi ajutat pe Kennedy să câștige alegerile din 1960 prin intermediul lui Frank Sinatra, datorită influenței tatălui său, Joseph.

## Viața socială și familia
Se spune despre Kennedy că era familist. Există dovezi ce susțin această afirmație. A fost căsătorit cu o singură femeie toată viața, a avut patru copii, chiar și șase căței. Dar au existat întotdeauna și guri rele, care au adus adesea și acuzația că JFK avea și alte relații extraconjugale. În noiembrie 1961, Larry Newman, agent Secret Service din 1960, desemnat să facă parte din echipa care asigura protecția lui J.F. Kennedy, se deplasează, sub conducerea lui Clint Hill, șeful echipei de la Casa Albă, la Seattle, oraș în care președintele urma să țină un discurs. După manifestare, președintele s-a retras la Olympic Hotel, unde avea repartizat un etaj întreg. Larry Newman era nou între agenții din jurul președintelui. Explicabilă uluirea care l-a cuprins în seara zilei respective, când a luat cunoștință cu ceea ce agenților mai vechi le era demult cunoscut. Așa cum va povesti el într-un interviu acordat lui Seymoor Hersh, care lucra la senzaționala sa carte The Dark Side of Camelot, publicată în 1997, la un moment dat, după întoarcerea președintelui la hotel, a auzit un zgomot în apropierea ascensorului de serviciu pe etaj, iar agentul a sărit ca ars. Zgomotul anunța alarmă de gradul zero: accesul la etajul prezidențial era Strict Interzis. Năpustindu-se la locul cu pricina a dat peste un șerif local, care, „însoțit de două prostituate”, se îndrepta energic spre apartamentul președintelui. Larry Newman, întâia oară într-o misiune de protecție a președintelui, a vrut să-l oprească. Șeriful a început să facă gălăgie, pe motiv că fetele erau destinate înaltului oaspete.